# Архиепархия Порт-Морсби
 Архиепархия Порт-Морсби (лат. Archidioecesis Portus Moresbiensis) — архиепархия Римско-католической церкви c центром в городе Порт-Морсби, Папуа – Новая Гвинея. В митрополию Порт-Морсби входят епархии Алотау-Сидеи, Бареины, Дару-Киунги, Керемы. Кафедральным собором архиепархии Порт-Морсби является собор Пресвятой Девы Марии.

## История
10 мая 1889 года Святой Престол учредил апостольский викариат Новой Гвинеи, выделив его из апостольского викариата Меланезии. 14 ноября 1922 года апостольский викариат Новой Гвинеи был переименован в апостольский викариат Папуа.
3 июня 1946 года апостольский викариат Папуа передал часть своей территории для возведения новой апостольской префектуре Самараи (сегодня — Епархия Алотау-Сидеи) и был переименован в апостольский викариат Порт-Морсби.
13 ноября 1958 года апостольский викариат Порт-Морсби передал часть своей территории в пользу возведения новой апостольской префектуры Менди (сегодня — Епархия Менди). 16 июля 1959 года апостольский викариат Порт-Морсби передал часть своей территории новым апостольской префектуре Дару (сегодня — Епархия Дару-Киунги) и апостольскому викариату Йуле (сегодня — Епархия Береины).
15 ноября 1966 года Римский папа Павел VI выпустил буллу Laeta incrementa, которой возвёл апостольский викариат Порт-Морсби в ранг архиепархии.

## Ординарии архиепархии
- епископ Louis-André Navarre (17.05.1887 — январь 1908);
- епископ Alain Guynot de Boismenu (январь 1908—1946);
- епископ André Sorin (13.06.1946 — 19.04.1959);
- архиепископ Virgil Patrick Copas (19.12.1959 — 19.12.1975);
- архиепископ Herman To Paivu (19.12.1975 — 12.02.1981);
- архиепископ Peter Kurongku (3.10.1981 — 11.06.1996);
- архиепископ Brian James Barnes (14.06.1997 — 26.03.2008);
- кардинал Джон Рибат (26.03.2008 — по настоящее время).

## Источник
- Annuario Pontificio, Ватикан, 2007
- Булла Laeta incrementa Архивная копия от 3 февраля 2014 на Wayback Machine  (лат.)